# Zveza komunistične mladine Slovenije
Zveza komunistične mladine Slovenije je bila politična mladinska organizacija Komunistične partije Slovenije (KPS). Začetki organizacije segajo v leto 1919, ko so v Zagrebu po zgledu sovjetske boljševistične mladinske organizacije Komsomol ustanovili Zvezo komunistične mladine Jugoslavije (SKOJ). Z ustanovitvijo Komunistične partije Slovenije leta 1939 so znotraj SKOJ-a, ustanovili tudi Zvezo komunistične mladine Slovenije (ZKMS). Vsi, ki so želeli postati člani KPS so se do leta 1945 najprej morali vključiti v ZKMS ali SKOJ, če so se dokazali kot aktivisti, so lahko postali člani KPS ali KPJ. Po letu 1945 in prevzemu oblasti s strani KPS oz. KPJ so bili vsi otroci v Sloveniji oz. Jugoslaviji s starostjo 16 let, avtomatično vpisani v Ljudsko mladino Slovenije, ki je bila transmisija Zveze komunistične mladine; obe organizaciji sta se po letu 1948 združili v enotno mladinsko organizacijo, ki je bila naslednica ZKM oz. SKOJ. V programu je imela zapisano zavezanost mladine k širjenju in ohranjanju idej marksizma, revolucije in narodnoosvobodilnega boja (NOB). Leta 1948 so obe organizaciji zdužili v Ljudsko mladino Slovenije, leta 1963 so organizacijo preimenovali v Zvezo mladine Slovenije. Leta 1974 je Komunistična partija Slovenije sprejela odločitev o novi spremembi imena v Zvezo socialistične mladine Slovenije (ZSMS). Najstarejši člani, razen funkcionarjev organizacije so bili lahko stari največ 28 let. Voditelji organizacije so morali biti tudi člani Zveze komunistov Slovenije. Organizacija je delovala do leta 1989. 
Vodstvo ZSMS je leta 1989 preoblikovalo organizacijo v novo slovensko politično stranko z imenom Liberalna demokratska stranka. Strani so se 12. marca 1994 pridružile Demokratska stranka Slovenije (DSS), Socialistična stranka Slovenije (SSS) in Zeleno - Ekološko socialna stranka (ZESS). Ime stranke so spremenili v Liberalna demokracija Slovenije.